# Châtillon-la-Borde
Châtillon-la-Borde är en kommun i departementet Seine-et-Marne i regionen Île-de-France i norra Frankrike. Kommunen ligger i kantonen Le Châtelet-en-Brie som tillhör arrondissementet Melun. År 2022 hade Châtillon-la-Borde 224 invånare.

## Befolkningsutveckling
Antalet invånare i kommunen Châtillon-la-Borde
| Referens: INSEE |